# 북경고교학생자치연합회
북경고교학생자치연합회(중국어 간체자: 北京高校学生自治联合会, 병음: Běijīng gāoxiào xuéshēng zìzhì liánhé huì), 약칭 북고련(北高联: 당사자들이 사용한 표현) 또는 고자련(高自联: 중공 정부측에서 사용한 표현)은 북경의 여러 대학교들의 학생들로 구성된 자치적 학생단체였다. 1989년 천안문 사태 당시 학생 시위자 측의 의사결정기구로 기능했다. 시위 학생들은 어용 학생회의 대안으로서 북고련을 발족했다.
북고련은 1989년 시위 국면에서 정부 측에 다양한 요구를 했고, 천안문 광장에서 여러 차례 시위를 조직했으나, 사실 이 조직의 주요 목표는 대표성을 갖는 합법적인 학생회 조직으로서 공인받는 것이었다. 그래서 정부 측과의 대화가 실패로 돌아가자 급진화된 시위자들은 북고련에 대한 지지를 철회했고, 북고련은 천안문 시위를 지도하는 역할을 상실하였다.